# Vampiro

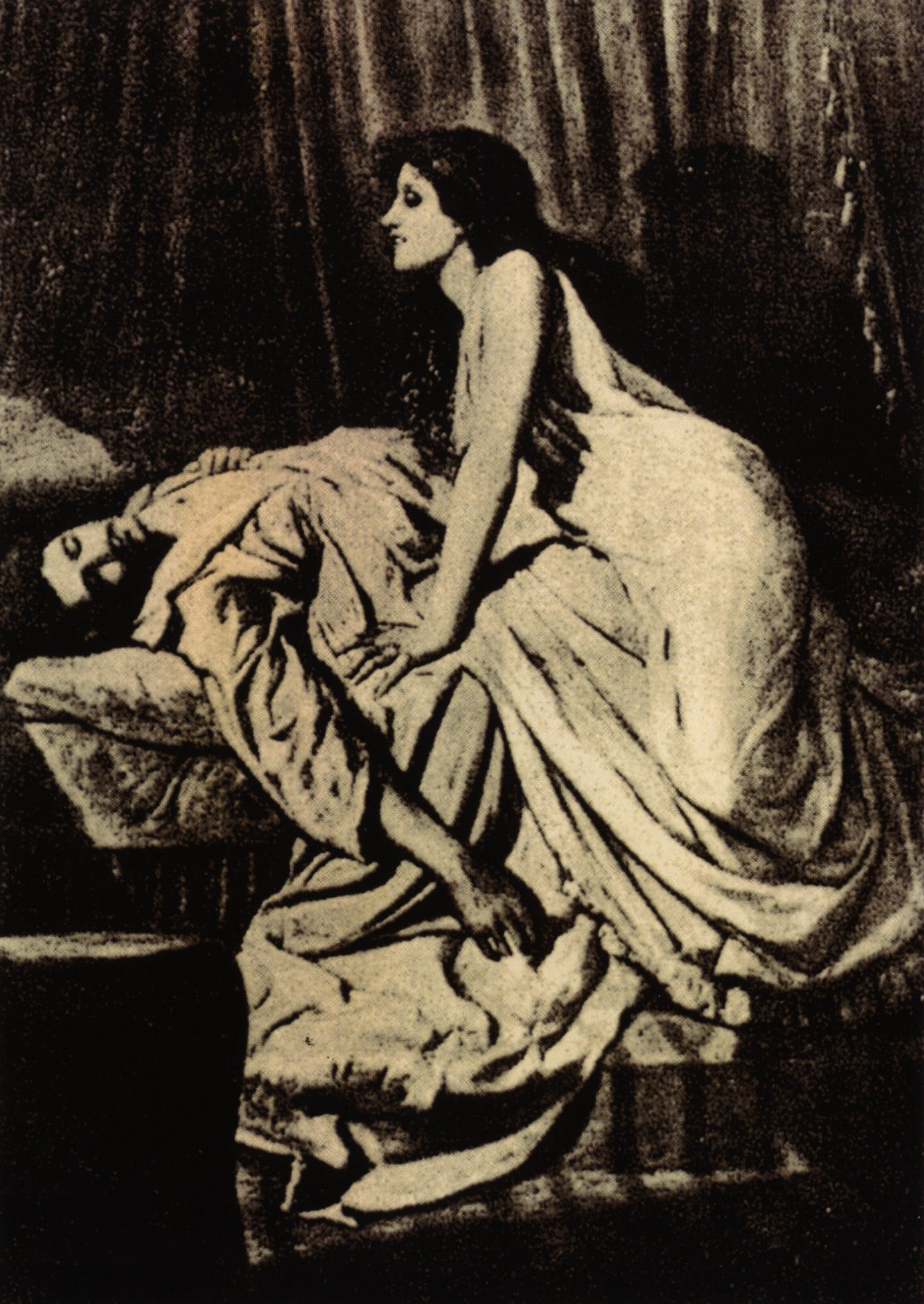
Philip Burne-Jones, The Vampire, 1897

Il vampiro è un essere mitologico o folcloristico che sopravvive nutrendosi dell'essenza vitale (generalmente del sangue) di altre creature, nonché una delle figure dominanti del genere horror.
Nonostante entità di tipo vampirico siano diffuse in numerose culture ed epoche, il termine "vampiro" divenne popolare solo agli inizi del XVIII secolo, in seguito all'influenza delle superstizioni presenti nell'Europa del sud-est e nei Balcani, dove le leggende sui vampiri erano molto diffuse, sebbene fosse noto anche con altri termini, come βρυκόλακας (vrikòlakas) in Grecia e strigoi in Romania. La superstizione nei confronti dei vampiri crebbe a tal punto da far nascere una grave isteria collettiva che in alcuni casi portò a piantare paletti nei cadaveri e ad accusare alcune persone di vampirismo.
I folcloristici vampiri dell'Europa del sud-est presentavano una notevole varietà di rappresentazioni, dal simile agli umani al cadavere putrefatto. La voce vampiro è presente nel dizionario filosofico di Voltaire. Fu il successo del romanzo Il vampiro di John Polidori (1819) a instaurare la carismatica e sofisticata figura del vampiro nelle arti che influenzò le opere vampiresche del XIX secolo e ispirò personaggi come Varney il vampiro (1845) e Carmilla (1872).
È il romanzo Dracula, scritto nel 1897 da Bram Stoker, a essere considerato la quintessenza del romanzo vampiresco e ad aver fornito le basi per le opere moderne. Dracula trattò una mitologia costituita da lupi mannari e altri demoni dando voce «allo stato d'ansia di un'epoca» e «alla paura della società patriarcale vittoriana». Il successo di questo libro fece nascere un distintivo genere vampiresco che è ancora popolare nel XXI secolo, con un'impressionante collezione di libri, film, videogiochi e serie televisive.
Una necropoli in un insediamento greco sull'isola di Sicilia è ritenuta molto peculiare perché detiene i resti di redivivi, una figura non-morta simile a un vampiro o zombi. Gli antichi greci credevano che alcuni corpi morti potessero rianimarsi e che per tenerli nelle loro tombe, dovessero essere ritualmente uccisi o intrappolati all'interno in qualche modo, come bloccare il corpo con frammenti di anfora o grandi pietre, come è stato fatto nella necropoli di Passo Marinaro in Sicilia.

## Etimologia
L'esatta etimologia del termine vampiro non è chiara.
In Lingua albanese ghega "Dham-(dente)+Pirs(che beve)" significa "che beve per mezzo del dente".
Molto probabilmente deriva dal serbo вампир/vampir e che sia successivamente passato al tedesco Vampir, al francese vampyre, all'inglese vampire (la cui prima apparizione del termine nell'Oxford English Dictionary risale al 1734) e all'italiano vampiro. Un'altra teoria, meno popolare, sostiene che il termine slavo derivi dal turco ubyr, che significa "strega". In russo antico, il vampiro è detto inoltre Упирь (Upir').
Numerose lingue slave presentano forme parallele del termine serbo: il bulgaro вампир (vampir), il croato upir/upirina, il ceco e slovacco upír, il polacco upiór, upir, l'ucraino упир (upyr), il russo упырь (upyr'), il bielorusso упыр (upyr), e lo slavo orientale antico упирь (upir'). Da notare che successivamente la maggior parte di queste lingue adottarono forme come "vampir/wampir" dall'Occidente.

## Folclore

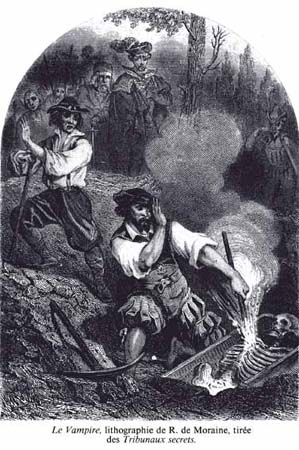
R. de Moraine, Le Vampire, 1864

Il concetto di vampirismo esiste da millenni; culture come quella mesopotamica, ebraica, greca e romana concepirono demoni e spiriti che possono essere considerati precursori dei moderni vampiri. In tutte le leggende di ogni civiltà passata e presente però, i diversi tipi di vampiri vengono tutti accomunati da una caratteristica chiave, cioè quella di nutrirsi in qualsiasi diversa maniera dei loro simili. A ogni modo, nonostante la presenza di creature simili ai vampiri in queste antiche civiltà, il folclore sui vampiri così come lo conosciamo oggi si è originato esclusivamente nell'Europa dell'est quando i miti della tradizione orale di numerosi gruppi etnici vennero messi per iscritto e pubblicati. Nella maggior parte dei casi, i vampiri sono creature malvagie redivive, vittime suicide o streghe, ma possono anche essere cadaveri posseduti da spiriti malevoli o umani trasformati dopo essere stati morsi da altri vampiri. La credenza in tali leggende divenne così persuasiva da causare isteria di massa e pubbliche esecuzioni di persone credute vampiri.

### Descrizione e attributi comuni
Nonostante sia difficile dare un'unica, definitiva descrizione del vampiro folcloristico, vi sono tuttavia alcuni elementi che sono comuni a molte delle leggende europee. I vampiri erano generalmente descritti come gonfi, con una carnagione scura, o sanguigna; queste caratteristiche erano spesso attribuite alla nutrizione a base di sangue. Il vampiro, nella sua tomba, tendeva a perdere sangue dalla bocca e dal naso mentre il suo occhio sinistro rimaneva spesso aperto. Veniva seppellito rivestito con un telo di lino, e i suoi denti, capelli e unghie continuavano a crescere dopo la morte. Le zanne (i canini superiori) invece, non facevano parte delle sue caratteristiche.

#### Creazione
Le cause della vampirizzazione (la nascita o creazioni di un nuovo vampiro) erano molte e varie nel folclore originario. Secondo la tradizione slava e cinese, qualsiasi cadavere che veniva scavalcato da un animale, particolarmente un cane o un gatto, aveva la possibilità di diventare un non morto. Anche i cadaveri che non venivano trattati con acqua in ebollizione erano considerati a rischio. Nel folclore russo si diceva che i vampiri fossero un tempo streghe o persone che si erano ribellate contro la Chiesa quando erano ancora in vita.
Alcune pratiche popolari erano utilizzate per scongiurare il ritorno nel mondo dei vivi di un caro estinto in qualità di non morto. Era assai diffuso seppellire i morti a testa in giù e collocare oggetti terreni, come falci o falcetti, vicino alla tomba per soddisfare i demoni che tentavano di possedere il morto o per mitigare quest'ultimo e prevenire la sua risurrezione dalla tomba. Questo metodo assomiglia alla pratica greca di appoggiare un obolo sulla bocca del defunto per pagare il dazio e poter attraversare il fiume Stige nell'oltretomba; è stata sostenuta la possibilità che in realtà la moneta servisse a scacciare spiriti maligni intenzionati a entrare in possesso del corpo, e che questo possa avere influenzato il folclore sui vampiri. Questa tradizione persiste nel folclore greco del vrykolakas, in cui una croce di cera e un pezzo di porcellana con l'iscrizione "Gesù Cristo vince" erano posizionati sul corpo del defunto per prevenire che questi diventasse un vampiro.
Altri metodi usati frequentemente in Europa includevano la rottura dei tendini all'altezza del ginocchio o il posizionamento di semi di papavero, di miglio o di sabbia sul terreno sopra la tomba di un presunto vampiro; questa pratica intendeva lasciare i vampiri occupati tutta la notte a contare i granelli che cadevano all'interno della bara, e li associava quindi all'aritmomania. Secondo una leggenda cinese, se una creatura simile a un vampiro si trovasse davanti a un sacco di riso, si metterebbe a contare tutti i chicchi; altre leggende simili, che riguardano streghe o altri esseri malvagi, sono presenti sia nel subcontinente indiano così come nell'America del Sud.

#### Identificazione
Erano utilizzati molti rituali per identificare un vampiro. Un metodo per trovare la tomba di un vampiro consisteva nel far cavalcare un ragazzo vergine su uno stallone nero vergine all'interno di un cimitero: il cavallo si sarebbe fermato sopra la tomba in questione. Generalmente era necessario un cavallo nero, con l'eccezione dell'Albania dove doveva essere bianco. Inoltre, l'apparizione di buchi sul terreno sopra una tomba era considerato segno di vampirismo.
Cadaveri creduti vampiri erano generalmente descritti come più sani del dovuto, gonfi ma con pochi o nessun segno di decomposizione. In alcuni casi, quando una tomba sospetta veniva aperta, i presenti descrivevano il cadavere con la faccia ricoperta del sangue di una sua vittima. La morte di bestiame, pecore, parenti o vicini di casa era la prova dell'attività di un vampiro nella zona. Alcuni vampiri folcloristici, inoltre, potevano testimoniare la propria presenza tramite attività simili a quelle dei poltergeist, come scagliando pietre sui tetti o muovendo piccoli oggetti, e provocando incubi a chi dormiva.

#### Protezione

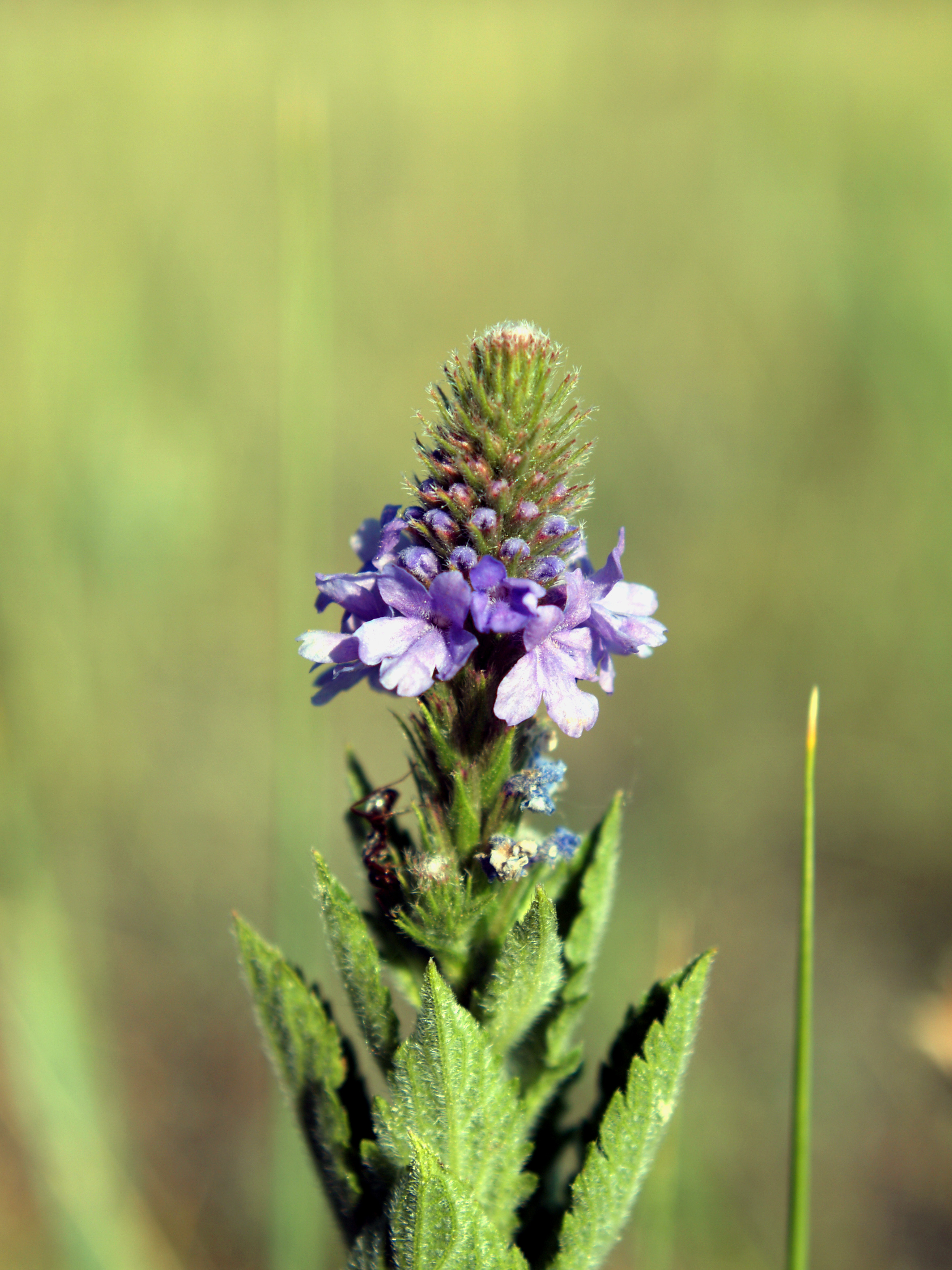
Pianta della verbena, letale contro i vampiri (un esempio degli effetti ci viene illustrato nella serie televisiva The Vampire Diaries).

Oggetti apotropaici in grado di scacciare entità redivive sono molto diffusi nel folclore sui vampiri. L'aglio è un classico esempio, ma si dice che anche la rosa selvatica, biancospino e principalmente la verbena siano dannosi nei confronti dei vampiri. In Europa, inoltre, si credeva che spargere semi di senape sul tetto di una casa li avrebbe tenuti lontani. Altri oggetti esorcizzanti potevano essere ad esempio crocifissi, rosari o acqua santa. Si dice che i vampiri non siano in grado di camminare su un terreno consacrato, come quelli di chiese e templi o attraversare acqua corrente (come quella dei fiumi). Anche gli specchi venivano usati per allontanare i vampiri, ad esempio posizionandone uno sulla porta d'ingresso (secondo alcune culture, i vampiri non possono riflettersi e talvolta non proiettano la propria ombra, forse per via della mancanza dell'anima). Questa caratteristica, sebbene non universale (il greco vrykolakas/tympanios era in grado sia di riflettersi sia di proiettare un'ombra), venne usata da Bram Stoker nel romanzo Dracula; divenne popolare e venne ripresa da numerosi scrittori e registi. Altre leggende sostengono che un vampiro non possa entrare in un'abitazione se non invitato dal padrone di casa, ma una volta invitato possa entrarvi e uscirvi a piacimento. I vampiri folcloristici erano più attivi la notte, ma non erano considerati vulnerabili alla luce del sole.

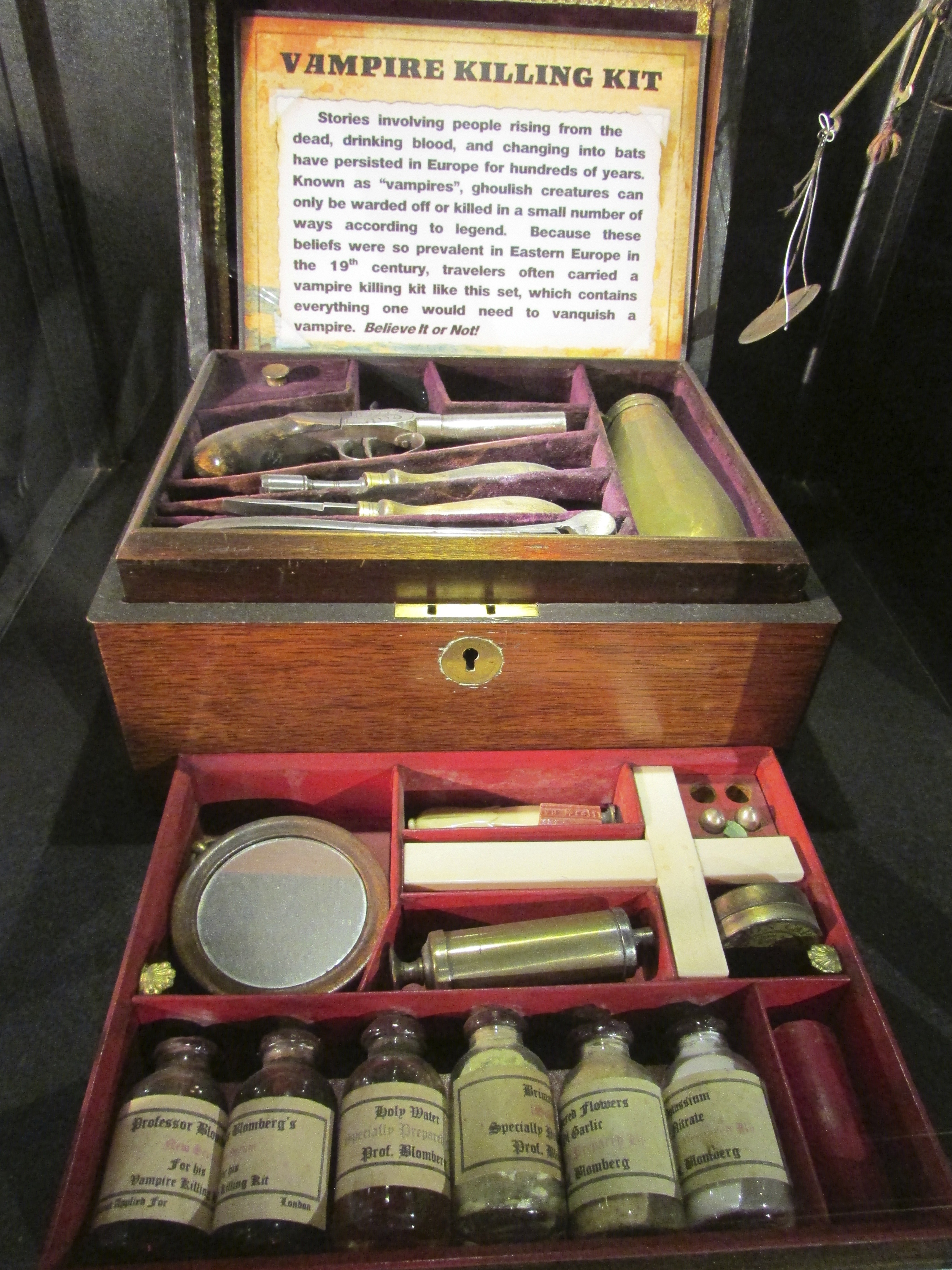
Un presunto "kit per uccidere vampiri", esposto a Fisherman's Wharf, San Francisco

Uno dei metodi spesso definiti efficaci per uccidere un vampiro è impalarlo, specialmente nella cultura slava. In Russia e negli stati Baltici si preferiva il legno di frassino, in Serbia quello di biancospino, e quello di quercia in Slesia. Potenziali vampiri venivano spesso impalati attraverso il cuore, con l'eccezione di Russia e Germania, dove venivano impalati attraverso la bocca, e della Serbia, dove venivano impalati attraverso lo stomaco. Bucare la pelle del petto era un modo per "sgonfiare" i vampiri; i cadaveri venivano talvolta seppelliti con oggetti pungenti, di modo che se il corpo si fosse trasformato in vampiro gli oggetti lo avrebbero bucato e sgonfiato. La decapitazione era il metodo più usato in Germania e nelle aree slave dell'ovest, con la testa seppellita tra i piedi, dietro le natiche o lontano dal corpo, di modo che l'anima non si attardasse nella sua dipartita indugiando nel corpo terreno. Talvolta la testa, il corpo o i vestiti di un vampiro venivano inchiodati al terreno, per prevenire la rinascita.
I nomadi schiacciavano aghi di acciaio o di ferro nel cuore dei cadaveri e infilavano pezzi di ferro nella bocca, sugli occhi, nelle orecchie e tra le dita nel momento della sepoltura. A volte mettevano del biancospino in una calza del defunto o trafiggevano le sue gambe con un paletto di legno. In una tomba risalente al XVI secolo, ritrovata nei pressi di Venezia nel 2006, gli archeologi trovarono un cadavere di donna con un mattone conficcato a forza nella bocca; l'atto venne considerato come un rituale contro i vampiri. Altre misure contro i vampiri includevano bagnare la tomba con acqua bollente o la completa incinerazione del corpo. Nei Balcani un vampiro poteva anche essere ucciso con un colpo di pistola o affogato, ripetendo la sua cerimonia funebre, spruzzando acqua santa sul suo corpo o con un esorcismo. In Romania poteva essere inserito dell'aglio in bocca, e fino al XIX secolo veniva presa la precauzione di sparare al corpo nella bara. In casi eccezionali, il cadavere veniva dismembrato e i pezzi bruciati, mischiati ad acqua e somministrati ai membri della famiglia come cura. Nella regione della Sassonia, in Germania, veniva messo un limone nella bocca dei sospetti vampiri.

### Antiche credenze

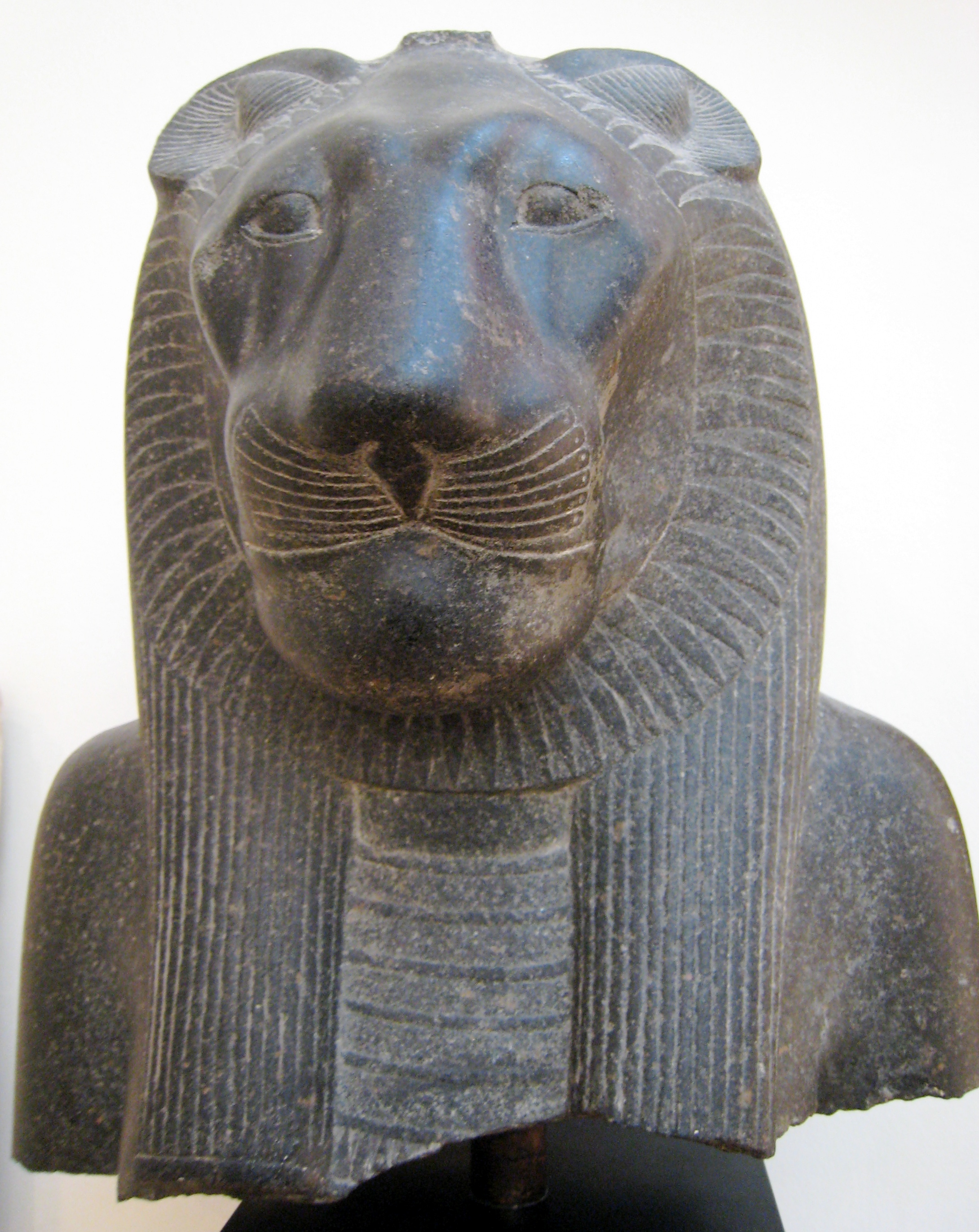
Secondo la mitologia egiziana, la dea Sekhmet beveva sangue

Racconti di esseri soprannaturali che si nutrono di sangue o di carne fresca di esseri viventi fanno parte di quasi tutte le culture del mondo da diversi secoli. Oggi assoceremmo queste creature ai vampiri, ma nei tempi antichi il termine vampiro non esisteva; bere sangue e simili attività erano attribuite a demoni o spiriti; persino il Diavolo era considerato sinonimo di vampiro. Quasi tutte le culture associano il bere sangue con demoni o creature redivive, o in alcuni casi con divinità. In India, ad esempio, alcuni racconti sui Baital, esseri simili ai ghoul che possono entrare in possesso dei corpi, sono stati raccolti nel libro Baital Pachisi; un racconto del libro Kathāsaritsāgara narra di come il Re Vikramāditya intraprenda una ricerca per trovarne uno particolarmente elusivo. Anche Pishacha, lo spirito di malfattori o di coloro che morirono pazzi, rispecchia alcune caratteristiche dei vampiri e all'antica dea indiana Kālī, con zanne e una ghirlanda di cadaveri o teschi, venne attribuito il nutrirsi di sangue.
I Persiani furono una delle prime civiltà a tramandare racconti di demoni bevitori di sangue: sono stati portati alla luce dei cocci di porcellana su cui erano state raffigurate creature che tentano di bere il sangue degli uomini. L'antica Babilonia e l'Assiria possiedono racconti della figura mitica Lilitu, che nella demologia ebraica diede vita a Lilith (Ebreo לילית), un demone che si nutriva di sangue di bambino, e a sua figlia Lilu.
La mitologia greca e latina descrivono creature come le empuse, le lamie e le strigi. Col passare del tempo, le prime due divennero termini generali rispettivamente per indicare streghe e demoni. Empusa era la figlia della dea Ecate ed era descritta come una creatura demoniaca dai piedi di bronzo: si trasformava in una giovane donna e seduceva gli uomini per bere il loro sangue. Lamia banchettava sui letti dei bambini la notte, succhiando il loro sangue, così come faceva la figura mitologica Gello. Come Lamia, la Strige si cibava di bambini, ma anche di giovani uomini. Erano descritte come aventi il corpo di corvo o d'uccello in generale, e successivamente vennero identificate nella mitologica romana nella strige, un uccello notturno che si ciba di sangue e carne umana.

### Credenze europee
Molti dei miti riguardanti i vampiri nacquero durante il medioevo. Gli storici e cronisti del XII secolo Walter Map e Guglielmo di Newburgh collezionarono numerosi racconti sui redivivi (morti viventi), ma altre testimonianze di leggende inglesi simili sono scarse. Questi racconti erano simili al folclore ampiamente sviluppatosi nell'Europa dell'est nel tardo XVII e XVIII secolo e che fu alla base delle leggende sui vampiri che successivamente si diffusero in Germania e in Inghilterra, dove furono abbellite e rese popolari.
Una delle prime testimonianze del vampirismo in Europa è quella riportata alla luce da Luca Irwin Fragale sulla base di manoscritti inediti che testimoniano tale attività nel Molise del Cinquecento. Altra testimonianza risale al 1672, nella regione dell'Istria, al confine tra Austria e Repubblica di Venezia (oggi Croazia). Cronache locali citano il vampiro Jure Grando del villaggio di Corridico vicino Antignana come la causa del panico tra i paesani. Grando, un ex bracciante, morì nel 1656, ma i paesani del posto dichiararono che era tornato dal mondo dei morti, che aveva iniziato a bere sangue umano e che molestava sessualmente le donne del villaggio. Il capo del villaggio ordinò che gli si piantasse un paletto nel cuore, ma quando questo metodo non sembrò bastare, il corpo di Grando venne decapitato.
Durante il XVIII secolo, vi fu un impeto frenetico di avvistamenti di vampiri nell'Europa dell'est, con frequenti rituali (che comprendevano impalare o disseppellire un corpo) per individuare potenziali morti viventi, a cui partecipavano anche ufficiali del governo. Nonostante si trattasse dell'era dell'Illuminismo, durante il quale numerose leggende folcloristiche vennero domate, la credenza nei vampiri aumentò drasticamente, creando un'isteria di massa in tutta Europa. Il panico nacque con la notizia di attacchi di vampiri nella Prussia occidentale nel 1721 e nei domini asburgici dal 1725 al 1734: da lì si diffuse in altre località. Due casi famosi di vampirismo, i primi a essere ufficialmente documentati, furono quelli dei cadaveri dei serbi Peter Plogojowitz e Arnold Paole. Plogojowitz era morto all'età di 62 anni, ma si credeva fosse tornato nel mondo dei vivi e avesse chiesto al figlio del cibo. Il figlio si rifiutò di sfamarlo, e fu trovato morto il giorno seguente. Plogojowitz sarebbe poi tornato e avrebbe attaccato alcuni suoi vicini di casa che morirono per gravi perdite di sangue. Paole, invece, un ex soldato divenuto contadino che era stato attaccato da un vampiro anni prima, morì mentre era impegnato nella fienagione. Dopo la sua morte, delle persone morirono nei paraggi e si credette che Paole fosse tornato e avesse iniziato a cibarsi dei suoi vicini. Un'altra famosa leggenda serba riguarda un tale Sava Savanović, che viveva in un mulino e uccideva e beveva il sangue dei mugnai. Questo personaggio folcloristico venne poi ripreso in un racconto scritto dal serbo Milovan Glišić e nel film horror serbo del 1973 Leptirica a esso ispirato.
I due incidenti furono ben documentati: ufficiali governativi esaminarono i cadaveri, fecero rapporto e pubblicarono libri in tutta Europa. L'isteria, comunemente conosciuta come la "Controversia sui vampiri del XVIII secolo", infuriò per una generazione. Il problema fu aggravato dalle epidemie rurali di acclamati attacchi di vampiri, causati indubbiamente dalla superstizione presente nelle comunità dei villaggi, dove venivano disseppelliti cadaveri e trafitti con paletti di legno. Nonostante molti studiosi dichiarassero che i vampiri non esistevano, e attribuissero gli eventi a sepolture premature, la superstizione aumentò. Don Augustine Calmet, un rispettato studioso e teologo francese, compose un esauriente saggio nel 1746, in cui però rimase ambiguo circa l'esistenza dei vampiri. Calmet raccolse testimonianze di incidenti riguardanti i vampiri; numerosi lettori, tra cui un critico Voltaire e demonologhi convinti, interpretarono il saggio come una dichiarazione di esistenza dei vampiri. Nel suo Dizionario filosofico, Voltaire scrisse:
La controversia cessò solamente quando l'Imperatrice Maria Teresa d'Austria mandò il suo medico personale, Gerard van Swieten, a investigare sulle acclamazioni di entità vampiresche. Egli concluse che i vampiri non esistevano e l'Imperatrice approvò una legge che proibiva l'apertura e la profanazione delle tombe e dei cadaveri, ponendo fine alla controversia. Nonostante ciò, i vampiri continuarono a esistere nelle arti e in alcune superstizioni locali.
Il tema del vampirismo interessò anche teologi e naturalisti italiani nel corso del XVIII secolo. Una delle opere più discusse fu la "Dissertazione sopra i vampiri" di Giuseppe Davanzati, data alle stampe per la prima volta a Napoli nel 1774, nella nota e attivissima tipografia dei fratelli Raimondi. Il testo era stato già letto, in forma manoscritta, da esperti di medicina, teologia, diritto canonico, già all'inizio degli anni quaranta del XVIII secolo. Il marchese Scipione Maffei ne aveva tratto ispirazione per le sue riflessioni; il papa Benedetto XIV lo aveva apprezzato «sì per la dottrina, che per la vasta erudizione».
Prima di diventare arcivescovo di Trani, l'autore aveva viaggiato a lungo, in costante contatto con la corte pontificia. A Roma aveva frequentato l'accademia del cardinale Gualtieri, studiando il pensiero di Locke, Leibniz, Spinoza e Cartesio, e verificando per via sperimentale le teorie di Newton.
Aveva dimorato a Firenze e Venezia, fino ad arrivare nelle terre dell'Europa centrale e orientale, dove aveva sviluppato la sua curiosità per la credenza popolare nel vampirismo, che creava gravi problemi di ordine pubblico. Soprattutto nelle aree rurali, si pensava che alcuni defunti riuscissero a tornare in vita per compiere scorribande notturne, molestare i vivi, abbeverarsi del loro sangue, danneggiare il bestiame con morsi e violenze.

### Credenze non europee

#### Africa
Varie regioni africane possiedono racconti folcloristici di esseri con caratteristiche simili a quelle dei vampiri: nell'Africa occidentale il popolo degli Ashanti narra dell'asanbosam, una creatura dai denti di ferro che abita sugli alberi, mentre il popolo Ewe narra dell'adze, che può prendere le sembianze di una lucciola e dà la caccia ai bambini. La regione orientale del Capo tramanda la leggenda dell'impundulu, che può prendere le sembianze di un grosso uccello con gli artigli e può evocare tuoni e lampi, mentre il popolo Betsileo del Madagascar narra la leggenda del ramanga, un bandito o vampiro vivente che beve e si ciba delle unghie dei ricchi.
Il termine Loogaroo, che indica una creatura mitologica simile a un vampiro, probabilmente deriva dal francese loup-garou (che significa "licantropo") ed è molto comune nella cultura di Mauritius.

#### Le Americhe

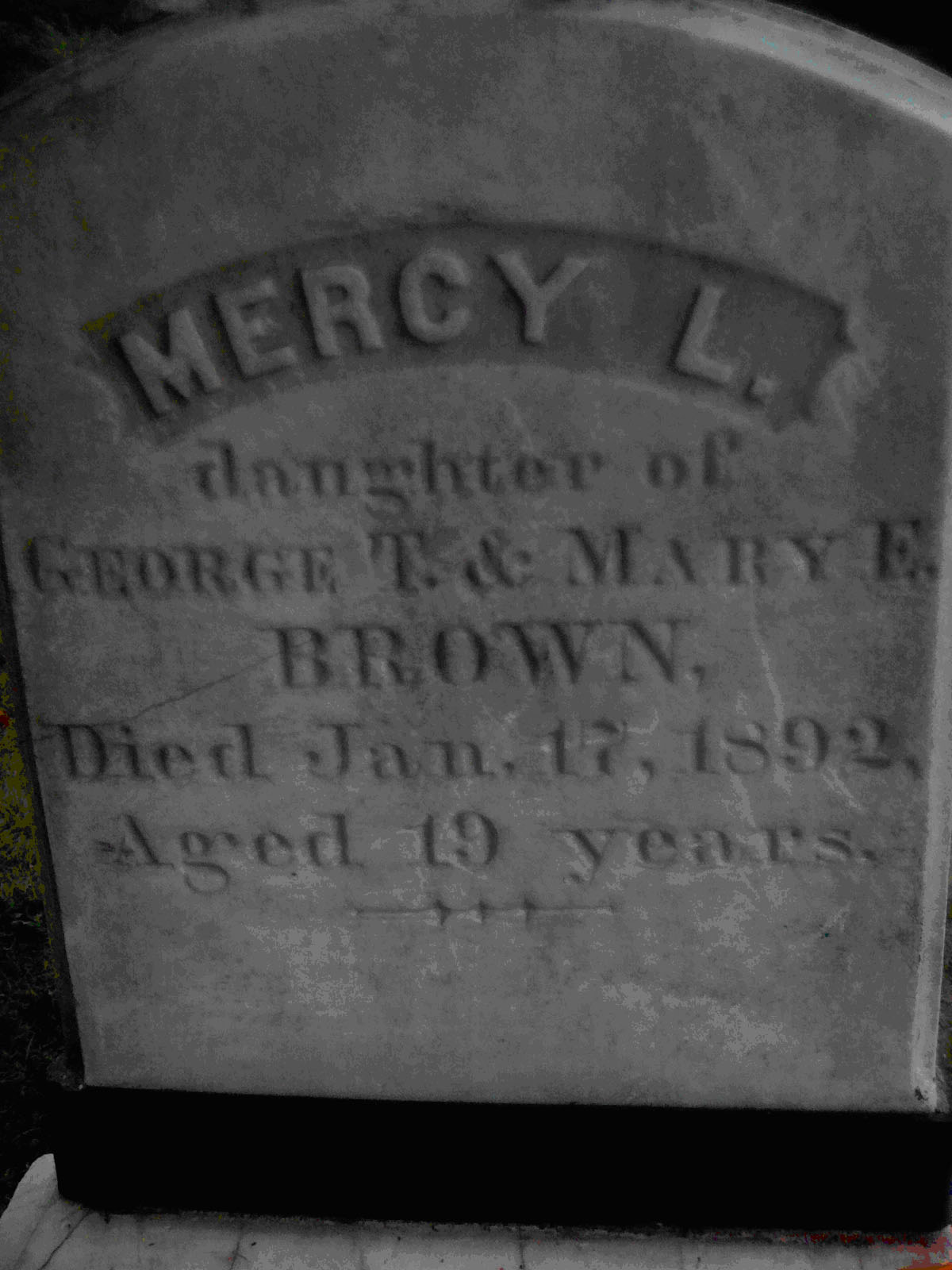
La tomba di Mercy Brown

I racconti sui loogaroo sono diffusi anche nelle isole caraibiche e in Louisiana, negli Stati Uniti. Simili mostri femminili sono la Soucouyant di Trinidad, la Tunda e la Patasola del folclore colombiano, mentre i miti Mapuche narrano di Peuchen, un serpente succhiatore di sangue. Secondo alcune superstizioni sudamericane dell'aloe vera appesa sulla porta d'ingresso avrebbe la capacità di scacciare i vampiri. La mitologia azteca narra dei Cihuateteo, spiriti dal viso scheletrico di coloro che sono morte di parto, che rubano bambini e intraprendono relazioni sessuali con i vivi, portandoli alla pazzia.
Durante il tardo XVIII e XIX secolo le credenze sui vampiri si diffusero in parti del New England, specialmente nel Rhode Island e nel Connecticut orientale. Vi sono numerosi casi documentati di persone che dissotterravano i propri cari per rimuovere il loro cuore nella convinzione che il defunto fosse un vampiro e che fosse responsabile di morti e malattie in famiglia. In realtà non veniva mai usato il termine vampiro per indicare la malattia. Si credeva che la malattia mortale della tubercolosi, nota all'epoca come "consunzione", fosse causata dalle visite notturne da parte di un membro della famiglia morto anch'egli della stessa malattia.
Il più recente e documentato caso di sospetto vampirismo fu quello della diciannovenne Mercy Brown, che morì a Exeter, Rhode Island, nel 1892. Suo padre, assistito dal medico di famiglia, la rimosse dalla tomba due mesi dopo la sua morte, le tagliò via il cuore e lo bruciò riducendolo in cenere.

#### Asia

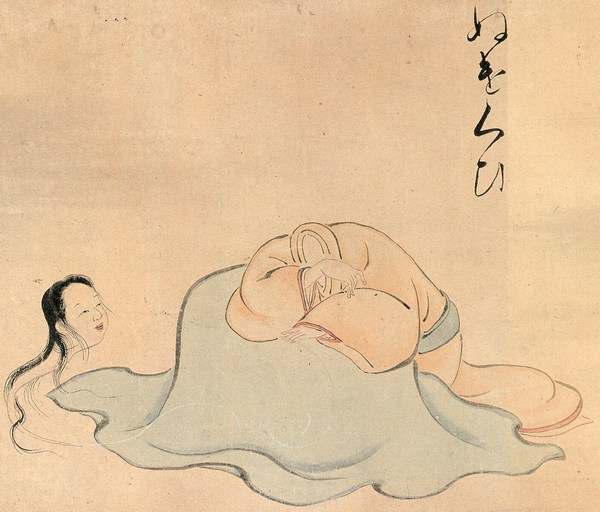
Nukekubi in un’illustrazione del periodo Edo

Radicate in vecchi folclori, moderne credenze si sono diffuse in tutta l'Asia, dai ghoul della terraferma fino agli esseri vampireschi delle isole del Sudest asiatico. Anche in India sono nate nuove leggende sui vampiri. Il bhūta o prét è l'anima di un uomo morto prematuramente. Si muove di notte, animando cadaveri e attaccando i vivi, similmente a un ghoul. Nell'India del nord viene narrato di una creatura simile ai vampiri, il brahmarākŞhasa, caratterizzato dalla testa cinta di interiora e un teschio da cui beve sangue. Secondo la fede induista, queste creature sono reali. Il loro corpo è costituito da quattro dei cinque elementi: Aria, Materia Oscura (Spazio), Fuoco e Terra. L'assenza dell'acqua indica l'imperitura ricerca da parte del vampiro di soddisfare la sua sete con il sangue. I vampiri sono inoltre esseri demoniaci condannati a bere sangue umano, anatema compensato però da altri poteri oscuri. La forza e la durezza dei loro corpi è dovuta alla mancanza di liquidi.
Nonostante i vampiri appaiano nel cinema giapponese sin dagli anni cinquanta, il folclore alla base ha origini occidentali. La creatura più simile al vampiro è forse il nukekubi, la cui testa e collo sono in grado di staccarsi dal corpo per volare via e andare a caccia di prede umane.

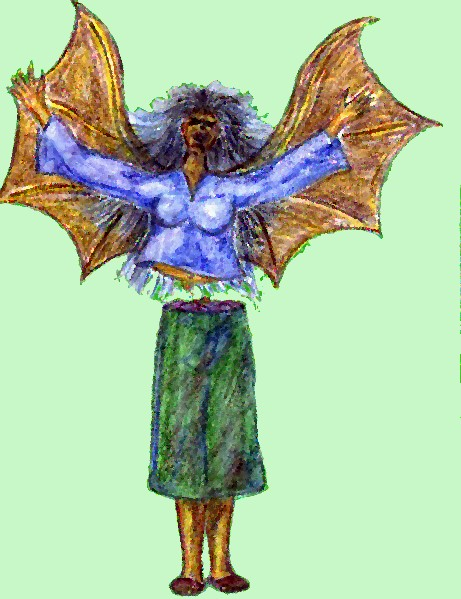
Il Manananggal della mitologia filippina

Leggende di esseri femminili simili a vampiri esistono però nelle Filippine, in Malaysia e in Indonesia. Nelle Filippine, le due maggiori creature sono il mandurugo (letteralmente "succhia-sangue") del popolo dei Tagalog e il manananggal ("creatura che si divide in parti") dei Visayan. La prima è una variazione dell'aswang, che prende le sembianze di un'attraente ragazza di giorno, mentre di notte le crescono ali e una lunga lingua concava e fine. La lingua viene usata per succhiare sangue dalle proprie vittime addormentate. La seconda, invece, è descritta come una più matura ma comunque bellissima donna, capace di prendere il volo grazie a enormi ali di pipistrello, che si nutre di donne incinte addormentate e inconsapevoli. Usa una lingua lunga quanto una proboscide per succhiare via i feti dai grembi materni. Talvolta si cibano di interiora (specialmente cuore e fegato) e del muco delle persone malate.
Il malese penanggalan potrebbe essere una giovane o vecchia donna, in ogni caso attraente, che ha ottenuto la sua bellezza per mezzo della magia nera ed è spesso descritta nel folclore come un essere oscuro o demoniaco. È in grado di staccare dal corpo la sua testa zannuta e di farla volare nella notte in cerca di sangue, in genere di donne incinte. I malesi spesso attaccano jeruju (cardi) sulle porte e sulle finestre delle case, sperando di scacciare il penanggalan. Il leyak è un essere simile del folclore di Bali. Un kuntilanak o matianak in Indonesia, o un pontianak o langsuir in Malesia, è una donna morta di parto divenuta una non morta, che in cerca di vendetta terrorizza villaggi. Appare come una donna attraente con lunghi capelli neri che ricoprono un buco sulla base della nuca, col quale succhia il sangue dei bambini. Ricoprire il buco con i suoi capelli la farebbe scappare via. Alcuni cadaveri potrebbero inoltre avere perle di vetro infilate nella bocca, uova sotto ciascuna ascella, e aghi conficcati nei palmi delle mani per prevenire che si trasformino in langsuir.
Gli jiang shi (僵屍 o 殭屍, 僵尸; letteralmente "cadavere rigido"), chiamati anche "vampiri cinesi" dagli occidentali, sono cadaveri rianimati che uccidono i vivi per assorbire la loro linfa vitale (qì). Si dice che nascano quando un'anima non è in grado di vivere nel corpo del defunto. A differenza dei vampiri, gli jiang shi sono creature senza mente e non hanno ragionamenti propri.

### Credenze moderne

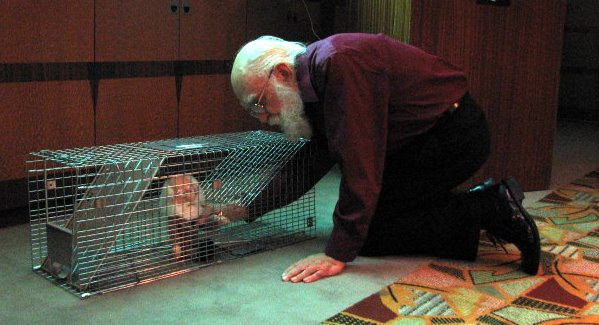
James Randi, razionalista e oppositore delle pseudoscienze, prepara una trappola per catturare un chupacabra durante una dimostrazione

Nella moderna finzione, il vampiro tende a essere raffigurato come un personaggio malvagio dalla personalità suadente e carismatica. Nonostante il generale scetticismo nei confronti di queste entità, vengono occasionalmente riportati avvistamenti di vampiri. Naturalmente, le società cacciatrici di vampiri esistono ancora, ma sono tuttavia create solo per ragioni sociali. Dichiarazioni di attacchi da parte dei vampiri vennero formulate nel paese africano del Malawi tra il 2002 e il 2003, quando una folla tumultuosa lapidò a morte una persona e ne attaccò altre quattro, incluso il governatore Eric Chiwaya, che secondo le dicerie si era accordato con dei vampiri.
Nei primi anni settanta la stampa locale diffuse voci secondo le quali un vampiro aveva infestato il cimitero londinese di Highgate. Cacciatori di vampiri amatoriali si riunirono in gran numero nel cimitero. Numerosi libri vennero scritti sul caso, fra gli altri quello di Sean Manchester, un londinese che fu uno dei primi a suggerire l'esistenza del vampiro di Highgate e che dichiarò successivamente di aver esorcizzato e distrutto un intero covo di vampiri della zona. Nel gennaio 2005, circolò una diceria di un attacco avvenuto a Birmingham, in Inghilterra, seguito dall'ipotesi della presenza di un vampiro che circolava libero per le strade. In quel caso, come dichiarò la polizia, si trattò di una leggenda metropolitana.
Nel 2006, un professore di fisica alla University of Central Florida scrisse un saggio in cui spiegò che è matematicamente impossibile che esistano i vampiri basandosi sulla progressione geometrica. Secondo questo saggio, se il primo vampiro fosse apparso il 1º gennaio del 1600 e si fosse nutrito una volta al mese (cioè meno frequentemente di quanto avvenga nelle leggende folcloristiche) e tutte le sue vittime fossero divenute vampiri, allora in soli due anni e mezzo tutta la popolazione mondiale dell'epoca sarebbe stata vampirizzata.
Uno dei più famosi casi di entità vampiriche nell'età moderna è quello dei chupacabra di Porto Rico e del Messico. È leggenda che siano creature che si nutrono di carne fresca e di sangue di animali domestici. L'isteria per i chupacabra venne spesso associata a profonde crisi economiche e politiche, in particolare durante gli anni novanta.
In Europa, dove la maggior parte del folclore vampiresco ebbe origine, il vampiro viene considerato una creatura di fantasia, nonostante alcune comunità abbiano accettato l'idea di fantasma redivivo per scopi economici. In alcuni casi, specialmente in piccole comunità, la paura per i vampiri è ancora radicata e avvistamenti o rivendicazioni di attacchi di vampiri accadono frequentemente. In Romania, nel febbraio 2004, numerosi parenti di Toma Petre ebbero il timore che questi fosse divenuto un vampiro. Fecero quindi dissotterrare il corpo, gli bruciarono il cuore e mischiarono le ceneri ad acqua per poi berle.
Il vampirismo e lo stile gotico rappresentano una parte rilevante dei moderni movimenti dell'occulto. Il mito del vampiro, le sue qualità magiche, il fascino e l'archetipo del predatore esprimono un forte simbolismo che può essere utilizzato nei rituali e negli atti di magia e può perfino essere adottato come sistema spirituale. Il vampiro è stato parte della società paranormale europea per secoli e da decenni ormai si è allo stesso modo inserito anche nella sub-cultura americana, mischiandosi all'estetica neogotica.

## Origini delle credenze sui vampiri
Molte teorie per le origini delle credenze sui vampiri sono state offerte come spiegazione per la superstizione, e talvolta isteria di massa, causata dai vampiri: sono state citate la sepoltura prematura e in particolar modo la grave ignoranza circa ciò che avviene al corpo umano dopo la morte (mala interpretazione del ciclo di decomposizione).

### Spiritualismo slavo

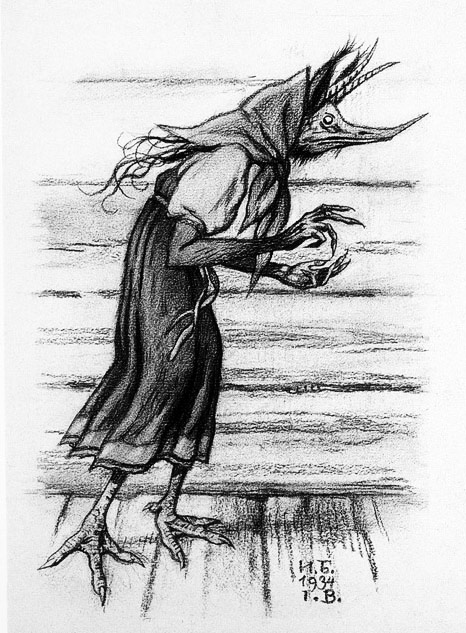
Una kikimora illustrata da Ivan Bilibin

Nonostante molte altre culture tramandino superstizioni riguardanti non morti o altri spiriti redivivi, quello concepito dalla mitologia slava è considerato il vampiro per eccellenza. Le radici della convinzione dell'esistenza dei vampiri in questa cultura sono basate sulle credenze e pratiche pre-cristiane del popolo slavo e sulla loro concezione di oltretomba. Nonostante la mancanza di scrittori slavi pre-cristiani che descrivessero i dettagli della "vecchia religione", molte credenze spirituali pagane e rituali sono rimasti radicati nel popolo slavo anche dopo l'avvento del Cristianesimo. Esempi di queste credenze includono il culto degli antenati, delle divinità protettrici della casa e la convinzione che l'anima sopravviva alla morte terrena.
Demoni e spiriti ebbero importanti funzioni nella società slava pre-industriale e si credeva che potessero interagire con la vita degli uomini. Alcuni spiriti erano benevoli e aiutavano l'uomo, mentre altri erano pericolosi e potenzialmente distruttivi. Alcuni esempi di questi spiriti sono il domovoj, le rusalki, le vila, la kikimora, la poludnitsa e il vodyanoy. Si pensava inoltre che questi spiriti derivassero dagli avi o altri umani deceduti. Potevano apparire in diverse forme, compresa quella animale o umana. Gli spiriti malevoli partecipavano in crudeli attività, come l'affogamento di umani, la distruzione del raccolto, o il succhiare il sangue del bestiame e talvolta degli umani. Gli slavi erano dunque obbligati ad appagare tali spiriti per prevenire il loro comportamento distruttivo.
Secondo le credenze slave, vi era una netta distinzione tra corpo e anima. Questa era imperitura e alla morte del corpo avrebbe vagato per quarant'anni prima di trovare pace nell'oltretomba eterno. Per questo motivo, alla morte di un parente, veniva lasciata una finestra aperta, di modo che l'anima potesse entrare e uscire a suo piacimento. Si credeva che durante questo periodo l'anima avesse la capacità di rientrare nel corpo del defunto. Così come per i demoni, anche le anime potevano avere un effetto sia positivo sia negativo a seconda della loro natura. Molti riti sepolcrali avevano lo scopo di assicurare la purezza dell'anima, ora che si era separata dal corpo. La morte di un bambino non battezzato, una morte violenta o prematura, la morte di un grave peccatore (come uno stregone o un assassino) o una sepoltura non appropriata erano tutte cause di impurità dell'anima. Un'anima impura era molto temuta dagli slavi, poiché era potenzialmente vendicativa.
Da queste credenze riguardo alla morte e all'anima deriva il concetto slavo di vampiro. Un vampiro è la manifestazione di uno spirito impuro che sta possedendo un corpo in decomposizione. Questa creatura non morta è vendicativa e gelosa nei confronti dei vivi, da cui succhia sangue per sopravvivere.

### Patologia

#### Decomposizione
Paul Barber nel suo libro Vampires, Burial and Death illustra come la credenza nei vampiri tragga origine dal tentativo delle società pre-industriali di spiegare il naturale processo di decomposizione di un corpo dopo la morte.
Spesso le persone ritenevano che un cadavere si fosse trasformato in vampiro, quando non aveva un aspetto che loro ritenevano congruo con lo stato di morte. La decomposizione dipende dalla temperatura, dalla composizione chimica del terreno, dal tipo di sepoltura e da altri fattori, allora poco conosciuti. All'epoca i cacciatori di vampiri sospettavano di vampirismo un corpo che presentava i segni della decomposizione e ciò nasceva, sempre secondo Barber, dall'erronea conclusione che quest'ultima attività, appunto perché tale, indicava una sorta di vita post-mortem.
I cadaveri si gonfiavano di gas accumulati nel tronco e la pressione forzava il sangue a uscire dal naso e dalla bocca, per questo motivo il corpo sembrava gonfio, ben nutrito e dalla carnagione sanguigna, caratteristiche che potevano spaventare, soprattutto se il defunto in vita era stato magro e pallido. Nel caso di Arnold Paole, il cadavere riesumato di una donna sembrò ai paesani più sano di quanto la donna lo fosse stata in vita. Il trasudare sangue venne interpretato come prova di attività vampiresca. Anche il divenire scuro della pelle è causato dalla decomposizione, ma all'epoca veniva interpretato come uno dei numerosi indizi di vampirismo. Il rigonfiamento del cadavere in decomposizione poteva causare la sfuggita di gas dal corpo: se questo fosse passato attraverso le corde vocali avrebbe potuto produrre suoni simili a gemiti o flatulenza nel caso fosse passato attraverso l'ano.
Dopo la morte, la pelle e le gengive perdevano liquidi e si contraevano, esponendo alla vista le radici di capelli, unghie e denti. Questo fenomeno fece credere che i capelli, le unghie e i denti stessero continuando a crescere dopo la morte. Tutto ciò contribuiva a confermare una ricca attività post-mortem e rendeva sospetta la vera natura del cadavere dissotterrato.

#### Sepoltura prematura

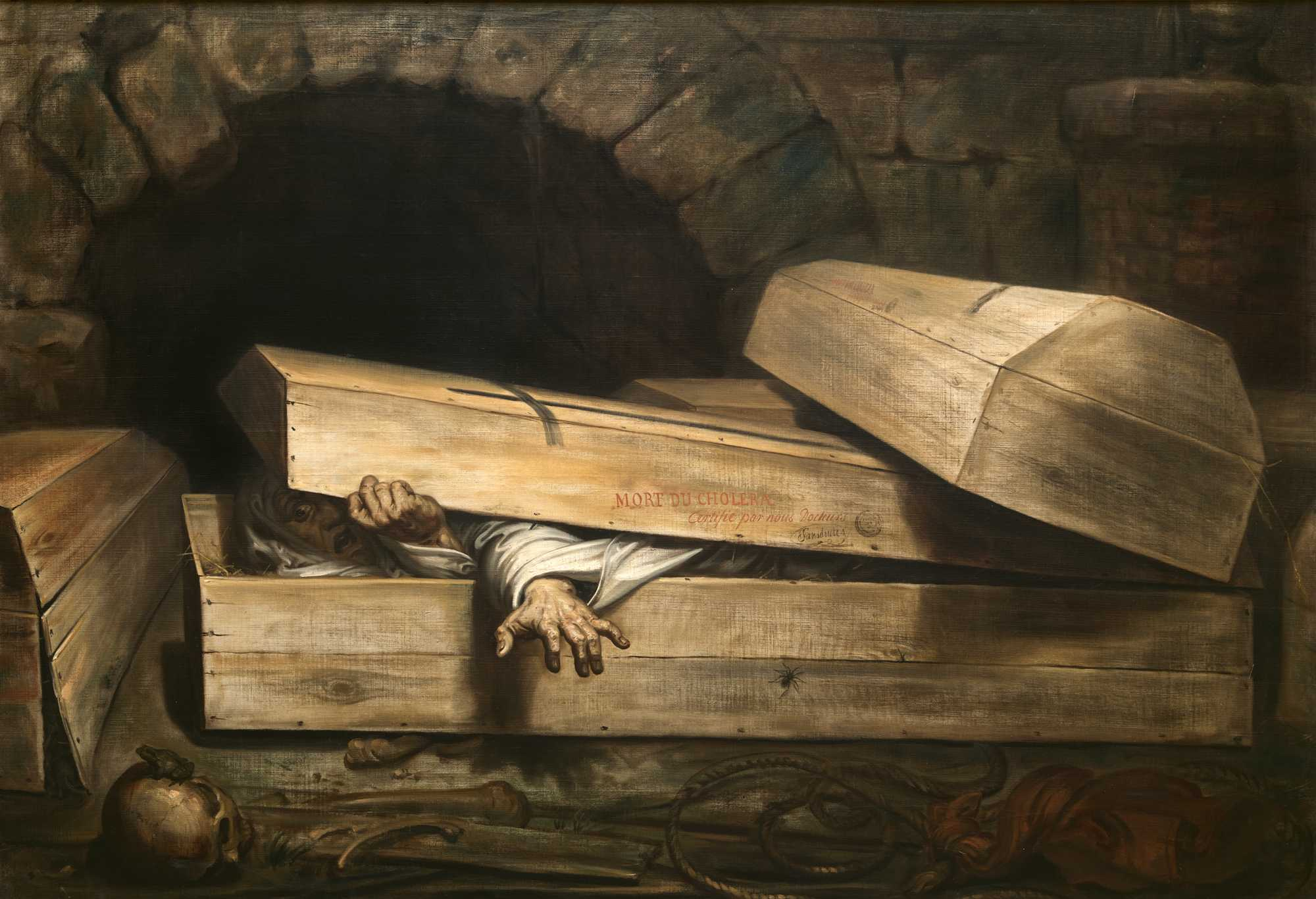
Antoine Wiertz, The Premature Burial, 1854

È anche stato ipotizzato che le leggende sui vampiri fossero influenzate da singoli individui sepolti vivi a causa delle mancate conoscenze mediche dell'epoca. In alcuni casi in cui delle persone avevano sentito dei rumori provenire dall'interno di una tomba, si erano poi scoperti, scoperchiandola, segni di unghiate sulla bara, da cui la vittima aveva tentato di fuggire. In altri casi la persona sepolta viva aveva battuto la testa contro la bara, sanguinando dal naso e dalla bocca; il sangue fece credere a chi aveva dissotterrato la bara che il cadavere si fosse "nutrito". Altre volte i rumori erano causati, come già spiegato, dalla fuoriuscita di gas durante la decomposizione. Un'altra causa di tomba trovata incomposta erano inoltre le frequenti profanazioni.

#### Contagio
Il vampirismo folcloristico è stato associato alle morti per misteriose o non identificabili malattie, spesso presenti in una particolare famiglia o comunità. L'allusione all'epidemia è palese nei casi di Peter Plogojowitz e Arnold Paole, e ancor di più nel caso di Mercy Brown e nelle credenze sui vampiri del New England in generale, dove una specifica malattia, la tubercolosi, era associata agli attacchi dei vampiri. Così come la forma polmonare della peste bubbonica, questa malattia causava danni ai polmoni e faceva uscire sangue dalla bocca.

#### Porfiria
Nel 1985 il biochimico David Dolphin propose un collegamento tra la rara malattia del sangue porfiria e il folclore sui vampiri. Notando che la condizione viene trattata con eme intravenoso, egli suggerì che la consumazione di grandi quantità di sangue potesse in qualche modo trasportare l'eme attraverso la parete dello stomaco fino al circolo del sangue. I vampiri non erano quindi che malati di porfiria che bevevano sangue a sufficienza da alleviarne i sintomi. La teoria fu successivamente respinta, poiché si scoprì che il sangue non alleviava affatto i sintomi né tantomeno i malati di questa malattia sentivano l'urgenza impellente di nutrirsi di sangue. Inoltre, Dolphin aveva confuso i vampiri della finzione con quelli del folclore, la maggior parte dei quali non si nutrivano di sangue. Similmente, viene fatto un parallelismo tra la sensibilità alla luce del sole dei vampiri e la fotofobia causata dalla porfiria; anche in questo caso, si tratta di una caratteristica che non era presente nel folclore originale, ma nacque solo successivamente. In ogni caso, Dolphin non proseguì nel diffondere le sue scoperte. Nonostante sia stato rigettato dalla comunità scientifica, il collegamento alla porfiria ottenne l'attenzione dei media ed entrò a far parte del moderno folclore popolare.

#### Rabbia
La malattia della rabbia è stata collegata al folclore vampiresco. Il dottor Juan Gómez-Alonso, un neurologo all'Ospedale Xeral a Vigo, in Spagna, scrisse di questa possibilità nella rivista scientifica Neurology. La suscettibilità all'aglio e alla luce potrebbero essere dovute a una ipersensibilità, che è sintomo della rabbia. La malattia può inoltre attaccare parti del cervello e causare disturbi del sonno (schemi del dì e della notte ribaltati) e ipersessualità. Secondo una diceria, se il paziente riusciva a riflettersi nello specchio, allora non era malato di rabbia. Lupi e pipistrelli, che sono spesso associati ai vampiri, possono essere entrambi portatori di rabbia. Questa malattia, inoltre, può portare a mordere altre persone e a perdere sangue dalla bocca.

### Interpretazione psicoanalitica
Nel suo trattato del 1931 On the Nightmare, lo psicoanalista gallese Ernest Jones scrisse che i vampiri sono il simbolo di numerosi meccanismi di difesa inconsci. Amore, senso di colpa e odio sono emozioni che spingono il defunto a uscire dalla propria tomba. Poiché coloro che si ritrovano in lutto desiderano ricongiungersi con i propri cari estinti, potrebbero aver proiettato l'idea che anche il defunto voglia lo stesso. Di qui sarebbe quindi nata la credenza che i vampiri facciano visita ai loro familiari, in primis le mogli. Nei casi però in cui si era radicato nel rapporto un profondo senso di colpa, il desiderio di riunificazione venne sostituito da uno stato d'ansia, che portò a una rimozione, meccanismo psicologico che lo stesso Sigmund Freud collegò alla paura dell'occulto. Jones suppose che in questo caso l'originale desiderio di un riavvicinamento (sessuale) si fosse tramutato drasticamente in paura; l'amore è sostituito dal sadismo, e l'oggetto o la persona amata è sostituita da un'entità sconosciuta. L'aspetto sessuale potrebbe essere presente come non esserlo.
L'innata sessualità del succhiare il sangue è legata al cannibalismo e a comportamenti simili a quelli dei demòni incubi. Molte leggende narrano di esseri che succhiano i liquidi ad altre creature, e sembra palese un'associazione con lo sperma. Infine Jones notò che, mentre normali aspetti della sessualità sono repressi, forme regresse, come il sadismo, vengono invece espresse; e che il sadismo orale in particolare fosse parte integrante dei vampiri.

### Interpretazione politica
La reinvenzione del mito del vampiro nell'era moderna non esclude sfumature politiche. L'aristocratico Conte Dracula, solo nel suo castello fatta eccezione di alcuni servitori pazzi, apparendo solo di notte per nutrirsi dei suoi compaesani, simboleggia il parassitico ancien régime. Nel film Nosferatu, il principe della notte di Werner Herzog, il giovane agente immobiliare protagonista del film diventa vampiro lui stesso, portando il capitalismo borghese a essere la nuova classe parassita. Già Voltaire d'altronde aveva notato, riportandolo nella voce "Vampiri" all'interno del suo "Dizionario filosofico" (1764), come la fine del diciottesimo secolo avesse coinciso con l'indebolimento della credenza folclorica nel vampiro come creatura magica ma non con la fine dello sfruttamento e del parassitismo sociale che erano da considerare alla base di quella credenza. Ora "ci sono finanzieri, faccendieri e uomini d'affari che succhiano il sangue del popolo in pieno giorno; ma non sono morti, anche se corrotti. Questi parassiti non vivono in cimiteri, ma in confortevoli palazzi". Marx a sua volta definirà notoriamente il capitale come "“lavoro morto che, come un vampiro, vive soltanto succhiando lavoro vivo, e tanto più vive tanto più è in grado di succhiare”. In Das Kapital Marx più volte fa riferimento al vampiro come metafora del capitale, sottolineando come entrambi siano accomunati da un metabolismo mostruoso e innaturale. Tramite i riferimenti al vampiro, Marx mostra come il capitale non solo si nutra del lavoro vivo estratto dalla classe lavoratrice, ma in questo modo cresca e si moltiplichi, tendendo a ridurre la classe operaia a una parte integrante del proprio processo riproduttivo.. Una interpretazione del vampiro come ritratto in chiave moderna dalla serie Twiliight è stata data dalla filosofa Monia Andreani nel suo "Twilight. Filosofia della vulnerabilità".

### Subculture gotiche
Lo stile di vita dei vampiri si identifica in una subcultura di persone, spesso legata al movimento gotico; Attingendo dalla ricca storia recente di cultura popolare del simbolismo di culto, dei film horror, da universi fantastici creati da scrittori come Anne Rice e dallo stile dell'Inghilterra vittoriana. Il vampirismo moderno è di due tipi: uno legato al sangue (il vampirismo sanguigno) e uno legato a una cosiddetta energia pranica (vampirismo psichico).

### Pipistrelli vampiri

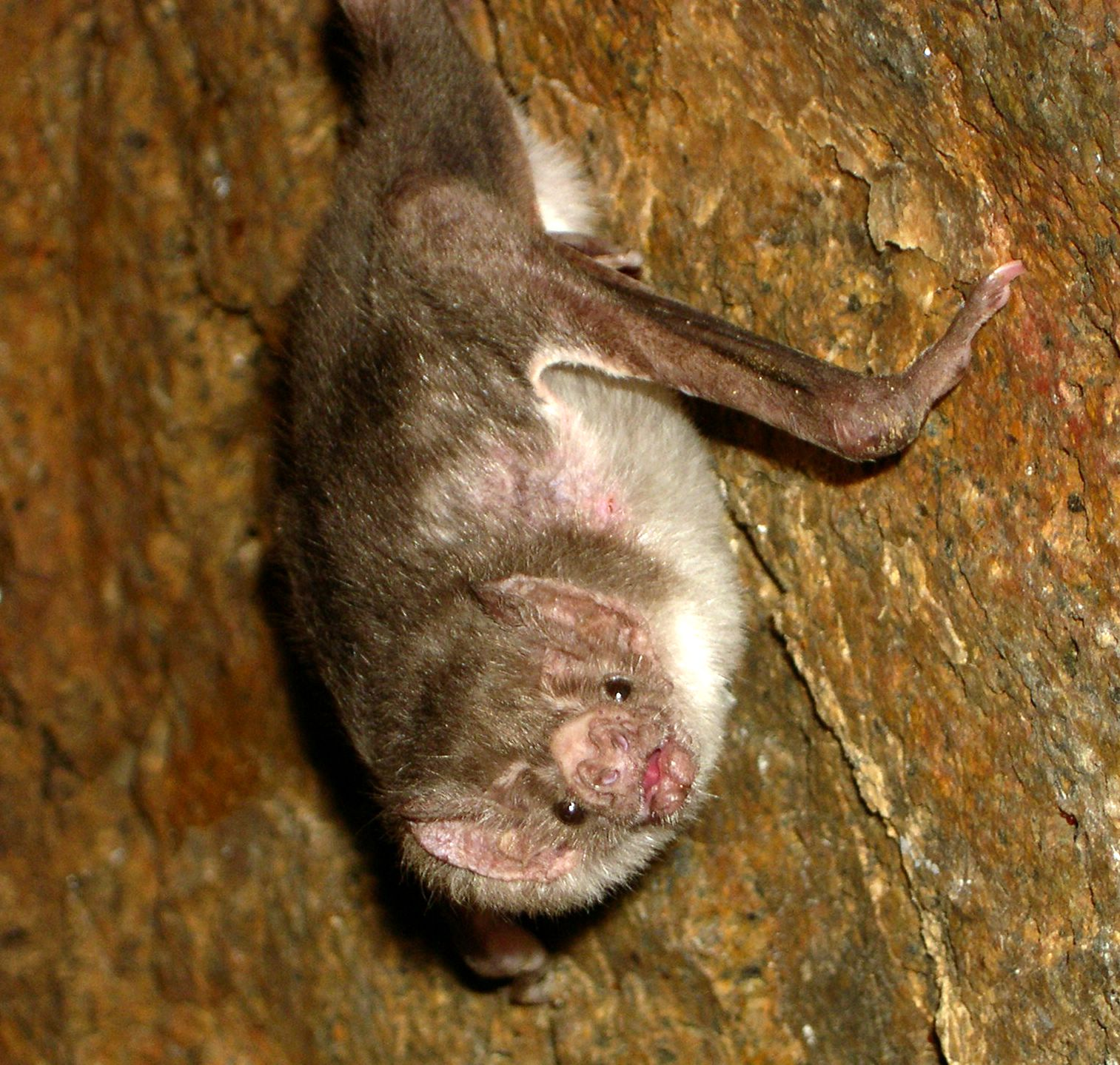
Il Desmodus rotundus ha abitudini ematofaghe

Nonostante molte culture abbiano storie al riguardo, i pipistrelli vampiri sono divenuti parte integrante del folclore popolare dei vampiri solo recentemente. Miti sui pipistrelli vampiri risalgono al XVI secolo, quando ne furono scoperti nel sud America. Anche in Europa pipistrelli e uccelli strigiformi (gufi, civette, barbagianni) sono sempre stati associati al soprannaturale e a presagi, specialmente per le loro abitudini notturne. Nella tradizione inglese araldica il pipistrello è simbolo di "conoscenza dei poteri dell'oscurità e del caos".
Le tre specie dei veri pipistrelli vampiri sono tutti originari dell'America Latina e nessuna prova suggerisce che possano aver avuto parenti alla lontana nel Continente Antico. È dunque impossibile che il vampiro folcloristico rappresenti una distorta rappresentazione della memoria di un pipistrello vampiro. I pipistrelli vennero chiamati così per via del personaggio del folclore e non viceversa. Nonostante questa specie di pipistrelli non sia pericolosa per l'uomo, è noto che l'animale si sia nutrito di bestiame e talvolta di sangue umano, lasciando il segno di due fori sul collo della sua vittima.
Il letterario Conte Dracula è in grado di trasformarsi in un pipistrello, e i pipistrelli vampiri sono citati due volte nel romanzo.

## Vampiri nella cultura di massa
La figura del vampiro è oggetto di numerose opere di fantasia sin dal XIX secolo: il primo racconto breve di una certa influenza fu Il vampiro di John Polidori, pubblicato nel 1819; la figura del vampiro venne in seguito ripresa in opere teatrali e in pubblicazioni seriali di dime novel finché nel 1897 Bram Stoker scrisse il romanzo vampiresco più celebre di tutti i tempi, Dracula.
Col passare del tempo, alcune caratteristiche non presenti nel folclore originale sono state incorporate nel profilo del vampiro: canini appuntiti apparirono per la prima nel XIX secolo con i denti sporgenti di Varney il vampiro e del Conte Dracula e la paura della luce del giorno venne introdotta con il vampiro Nosferatu di Friedrich Wilhelm Murnau (1922). Il mantello apparve in produzioni teatrali degli anni venti del XX secolo, con un alto collare bianco introdotto dallo sceneggiatore Hamilton Deane per aiutare Dracula a svanire dal palcoscenico. L'immortalità infine è un attributo presente nel folclore originario, anche se non sempre in modo esplicito, ed è largamente usato nelle opere cinematografiche e letterarie moderne.
Sono famose le moderne saghe cinematografiche di Underworld (primo film della saga nel 2003) e di Twilight (primo film della saga nel 2008), o come il ciclo di film sul personaggio Marvel Comics Blade, interpretato da Wesley Snipes, detto "il Diurno" è un semi-vampiro che può agire di giorno e che aiuta gli umani dando la caccia agli altri vampiri (il primo film della saga è del 1998); nonché serial televisivi di grande fortuna come True Blood, Buffy l'ammazzavampiri, The Originals, The Vampire Diaries e The Strain.
La figura del vampiro è inoltre molto presente nel mondo dei manga. In Le Bizzarre Avventure di JoJo esistono numerosi vampiri, primo tra tutti l’antagonista principale della saga, ovvero Dio Brando, tutti accomunati dalla vita eterna e dalla debolezza alla luce del sole e alle onde concentriche. I vampiri in JoJo sono caratterizzati da una forza e una resistenza sovrumana, oltre che da una notevole capacità di rigenerazione delle ferite. Alcuni vampiri possono inoltre sviluppare poteri e caratteristiche peculiari, come il congelamento, la possibilità di sparare veri e propri raggi laser dagli occhi, l'essere in grado di dislocare i propri arti o la capacità di sviluppare un secondo volto sul retro della testa.

## Filmografia
- Nosferatu il vampiro, di Friedrich Wilhelm Murnau - (1922).
- Dracula, di Tod Browning - (1931).
- Dracula il vampiro, di Terence Fisher - (1958).
- Nosferatu, il principe della notte, di Werner Herzog - (1979).
- Miriam si sveglia a mezzanotte, di Tony Scott - (1983).
- Ammazzavampiri, di Tom Holland - (1985).
- Il buio si avvicina, di Kathryn Ann Bigelow (1987).
- Ragazzi perduti, di Joel Schumacher - (1987).
- Dracula di Bram Stoker, di Francis Ford Coppola - (1992).
- Intervista col vampiro, di Neil Jordan - (1994).
- The Addiction - Vampiri a New York, di Abel Ferrara - (1995).
- Lasciami entrare, di Tomas Alfredson - (2008).
- Solo gli amanti sopravvivono, di Jim Jarmusch - (2013).
- Buffy l'ammazzavampiri, 7 stagioni - (1997-2003).
- The Twilight Saga (2008-2012): Twilight, New Moon, Eclipse, Breaking Dawn - Parte 1, Breaking Dawn - Parte 2.
- The Vampire Diaries, 8 stagioni (2008-2017) tratto dai romanzi di Lisa J. Smith e diretta da Kevin Williamson con Julie Plec.
- True Blood, 7 stagioni - (2008-2014).
- Chica Vampiro, 1 stagione (2013) ideato da Marcela Citterio.
- The Originals, 5 stagioni (2013-2018) ideata da Julie Plec, è uno spin-off di The Vampire Diaries.
- Dracula, una stagione (2020), di Steven Moffat e Mark Gatiss è un adattamento dell'omonimo romanzo di Bram Stoker.
- Nosferatu, di Robert Eggers, remake del classico Nosferatu il vampiro - (2024).